# Moncler
Moncler est une entreprise italienne d'origine française, spécialisée dans la création de doudounes haut de gamme et de vêtements de ski. Elle est fondée en 1952 à Monestier-de-Clermont, commune du Trièves, près de Grenoble.
Son sponsoring à l'Équipe de France de ski dans les années 1970 permet de développer réellement la doudoune telle qu'elle est connue aujourd'hui. Passant du vêtement technique au vêtement de ville, Moncler rencontre le succès dans les années 1980, pour finalement être en difficulté entre les années 1990 à 2000.
En 2003, l'Italien Remo Ruffini prend les commandes de Moncler et entreprend la transformation vers une marque de mode haut de gamme. L'entreprise, jusqu'alors française, change de nationalité pour devenir italienne. Après un premier essai réussi dans les années 1980 avec la collaboration de la styliste Chantal Thomass, le choix de nouveaux stylistes renommés mondialement comme Thom Browne ou Giambattista Valli, ainsi que l'ouverture de nombreux points de vente à partir de 2005 dans des lieux comme Chamonix, Aspen, ou Gstaad, permet à la marque d'atteindre son but : être une marque de luxe.

## Historique

### Débuts
Moncler est créée en 1952 par René Ramillon et André Vincent. L'entreprise de sacs de couchage rembourrés de duvet et tentes de montagne au départ est installée à proximité de Grenoble, à Monestier-de-Clermont (bien qu'une partie de la production ait longtemps été réalisée à Échirolles), où elle a acquis le nom, celui-ci reprenant les trois et quatre premières lettres des deux noms (Monestier-de-Clermont).

La veste en duvet (duvet d'oie vif) elle-même est inventée et commercialisée par Pierre Allain (1904-2000, alpiniste, fabricant et commerçant à Paris) en 1930 et plus précisément destinée à la pratique de la montagne et de l'alpinisme. On la retrouve utilisée par la première expédition française en Himalaya 1936.

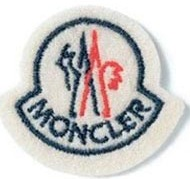
Logo depuis les Jeux Olympiques d'hiver de Grenoble en 1968.

Moncler reprend l'idée et fabrique une doudoune, alors destinée uniquement aux ouvriers de l'usine qui la portaient par-dessus leur combinaison de travail les jours de grand froid,,,. L'alpiniste et champion de ski alpin Lionel Terray découvre les qualités thermiques de celle-ci. Il demande la conception d'une gamme complète de produits à haute protection du froid: gants, sacs de couchage, protège-pieds, combinaison, et devient conseiller technique de la marque. Une collection « Moncler pour Lionel Terray » apparait. C'est aussi le début des expéditions qui associent la marque, avec le mont Karakorum en 1954 par Lino Lacedelli et Achille Compagnoni, Lionel Terray l'utilise pour gravir le Makalù l'année suivante avec Jean Couzy, ainsi que l'expédition en Alaska neuf ans plus tard.
Aux Jeux olympiques de Grenoble en 1968, Moncler devient « Fournisseur officiel » et habille d'anoraks l'Équipe de France de ski alpin. Le logo, avec un coquelet et deux montagnes pour faire un M, est réalisé dans la foulée en remplacement de l'ancien. Quatre ans plus tard, apparait la véritable première doudoune sous le nom de Huanscaran : légère, simple couche, maniable, elle est baptisée Népal peu de temps après. Les journalistes du magazine Elle découvrent ce vêtement fait de nylon coloré, et le plébiscitent.

### Prémices vers la mode
Chantal Thomass collabore avec la marque en 1980, et ce, pour neuf ans, intégrant boutons en remplacement des fermetures éclair, la fourrure, du satin, des bijoux en strass,… et des coupes féminines. Moncler devient dans les années 1980 une marque grand public, « de ville », et plus seulement spécialisée pour les montagnards, mais vendue dans les magasins de sport. La marque française rencontre le succès avec ses doudounes au nylon brillant, particulièrement au Japon, puis en Italie avec le mouvement des Paninari (it),,.
Mais le changement d'orientation avec la collaboration de Chantal Thomass n'est pas confirmée, et la notoriété chute face aux concurrents, comme Chevignon avec sa doudoune au canard Togs Unlimited, ayant réagi : la marque végète. Fin 1992, Moncler est au bord de la faillite et mise en redressement judiciaire, puis est achetée par le groupe italien « Pepper Industries S.p.A. » peu après. Le groupe Pepper est absorbé en 1998 par le groupe italien Fin Part alors propriétaire de Cerruti, et devient italienne. En 1998, Remo Ruffini, né à Côme, devient directeur artistique de Moncler, mais également de Marina Yachting et Henry Cotton's. En 2002, Moncler édite une première collection Couture, dont une doudoune brodée par Lesage ; succès d'estime, c'est un échec commercial. « Au début des années 2000, les collections Moncler étaient très moyen de gamme et comprenaient toutes sortes de vêtements sportswear autour de la doudoune, qui avait perdu de sa légitimité. »

### Vers le luxe
L'italien Remo Ruffini, alors à la direction artistique, rachète la marque en 2003, en prenant un peu plus de la moitié des parts. Le reste est réparti entre 24 % Vela Financial Holding et 24 % Pepper. Il oriente Moncler vers la mode plutôt que le sport, ainsi que vers l'international, tout en conservant les principes et le patrimoine de la marque, dont le coq comme logo et les bandes tricolores ornant certains modèles ; les premières boutiques sous l'enseigne Moncler sont ouvertes à la montagne deux ans après.
En 2006 une ligne Couture Gamme Rouge est créée avec la styliste italienne Alessandra Facchinetti qui travaille environ un an pour la marque avant de rejoindre Valentino. À la suite, Moncler crée une gamme d'accessoires, puis ouvre la première boutique Moncler à Paris, Faubourg Saint-Honoré l'année suivante, suivie de la boutique de Chamonix puis Milan.
Les années suivantes, dont particulièrement l'hiver 2007, marquent l'arrivée de la doudoune comme un élément à part entière de la mode, et non plus comme un vêtement pour la montagne. De nombreux créateurs proposent des doudounes dans leurs défilés automne-hiver,,.

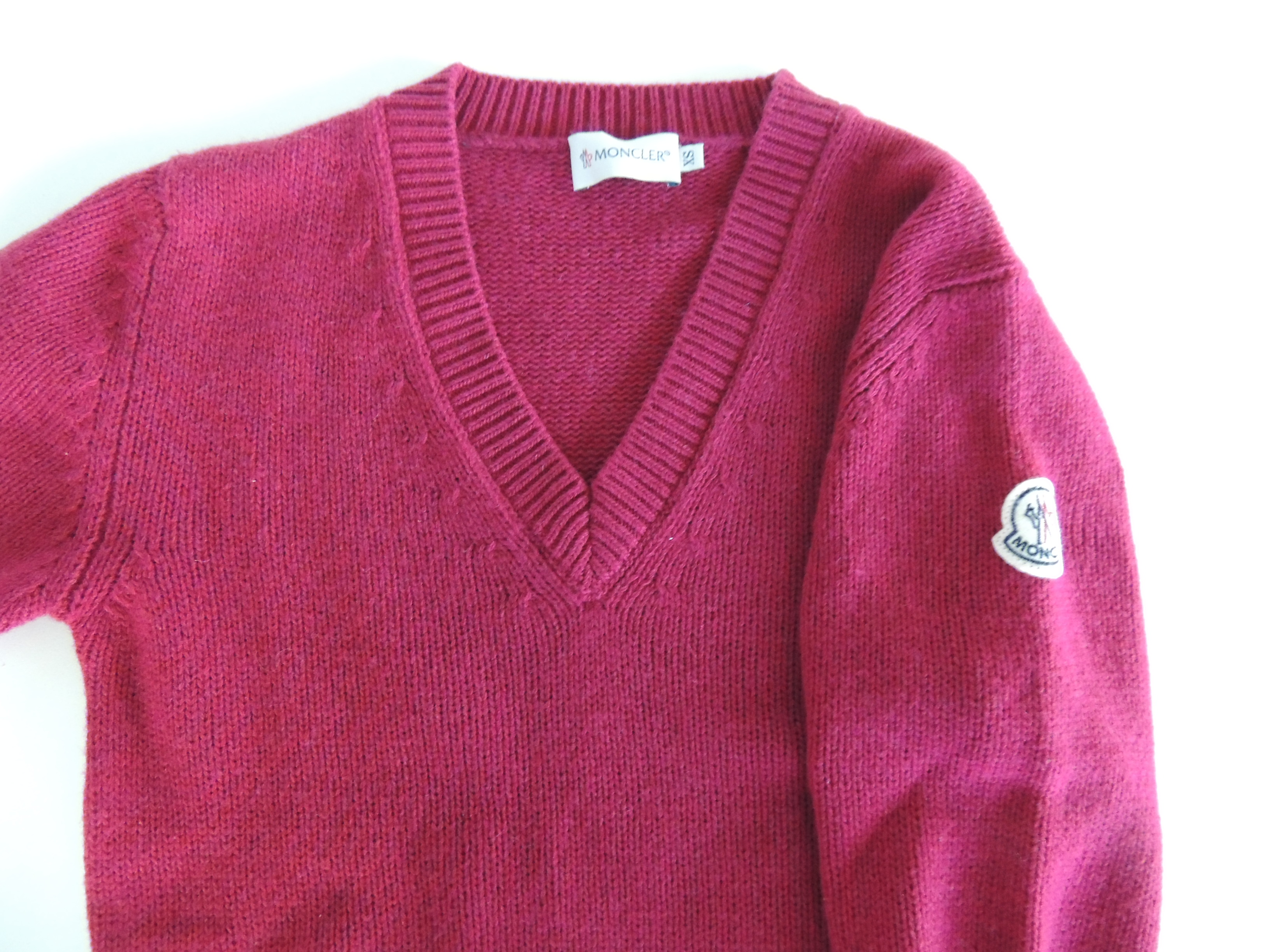
Pull-over féminin, collection 2011

En octobre 2008, le fonds Carlyle reprend la participation de 24 % de Vela Financial Holding et celle de 24 % de Pepper pour 220 millions d'euros.
Giambattista Valli reprend la responsabilité de la Gamme Rouge en 2008. Toujours la même année, Moncler commercialise une doudoune ultra-légère (160 g), appelée Longue Saison.
Alors que l’usine Pepper-Moncler d'Échirolles ferme, 2009 voit l'apparition de différentes lignes de produits au sein de la collection, avec Moncler S, Moncler Gamme Bleu, et de la gamme Moncler Grenoble, qui marque un retour vers une image d'équipements techniques et traditionnels pour la montagne, dans une collection contemporaine par son style et les matières utilisées, et encore le lancement d'une collections pour les enfants à l'automne. Cette même année, afin d'éviter la contrefaçon, Moncler innove pour ses doudounes avec un système de traçabilité.
En cinq ans, le chiffre d'affaires de l'entreprise est multiplié par quatre, celle-ci vendant environ un demi million de doudounes par an, et plus encore les années suivantes.
Ouverture de la boutique de New York en 2010, et d'une quinzaine d'autres. L'année suivante, ouverture de nouvelles boutiques : Genève, Pékin, Munich, Rome et Forte dei Marmi, pour atteindre un total d'environ 80 points de vente en propre dans le monde fin 2012, dont sept en France : peu à peu la marque réduit le nombre de distributeurs multimarques pour se concentrer sur ses propres magasins. L'Asie, en plein développement, représente presque le quart du chiffre d'affaires.
Eurazeo, actionnaire français, investit en 2011 dans le groupe Moncler, afin de prendre 45 % des parts et 50 % des droits de vote pour un montant de 418 millions d'euros, ce qui valorise l'entreprise à 1,2 milliard d'euros pour 429 millions d'euros de chiffre d'affaires l'année précédente sur l'ensemble des marques du groupe, dont 278 millions d'euros pour uniquement la marque Moncler. Cette acquisition repousse de facto le projet d'introduction en Bourse. Le siège social reste en Italie, ainsi que toute l’organisation de l'entreprise (design, prototypes, logistique, marketing…).
En 2014, un scandale éclate sur les pratiques de l'entreprise, celle-ci s’approvisionnerait pour le duvet en Europe de l'Est avec des techniques de plumage d'oies d'une extrême cruauté, ce que dément l'entreprise précisant qu'elle n'a « rien à voir avec les fermiers et les compagnies qui travaillent de façon illégale et non acceptable, » et précisant depuis toujours à la presse que ses vêtements sont composés de duvet d'oie français.
En mars 2019 Eurazeo cède la société par placement privé auprès d’investisseurs institutionnel pour 1,4 milliard d'euros. En décembre 2020, Moncler annonce l'acquisition de Stone Island, une autre entreprise italienne, pour 1,15 milliard d'euros.
En septembre 2024, LVMH a acheté 10% de Double R, un véhicule d’investissement contrôlé par Remo Ruffini, le directeur général de Moncler, qui possède lui-même une participation d’environ 15,8% dans Moncler. L'objectif présenté est que Double R augmente sa participation dans Moncler pour atteindre un niveau maximum de 18,5% (sur 18 mois) et que dans le même temps LVMH augmente sa participation dans Double R, jusqu'à un maximum d'environ 22%.

## Activité

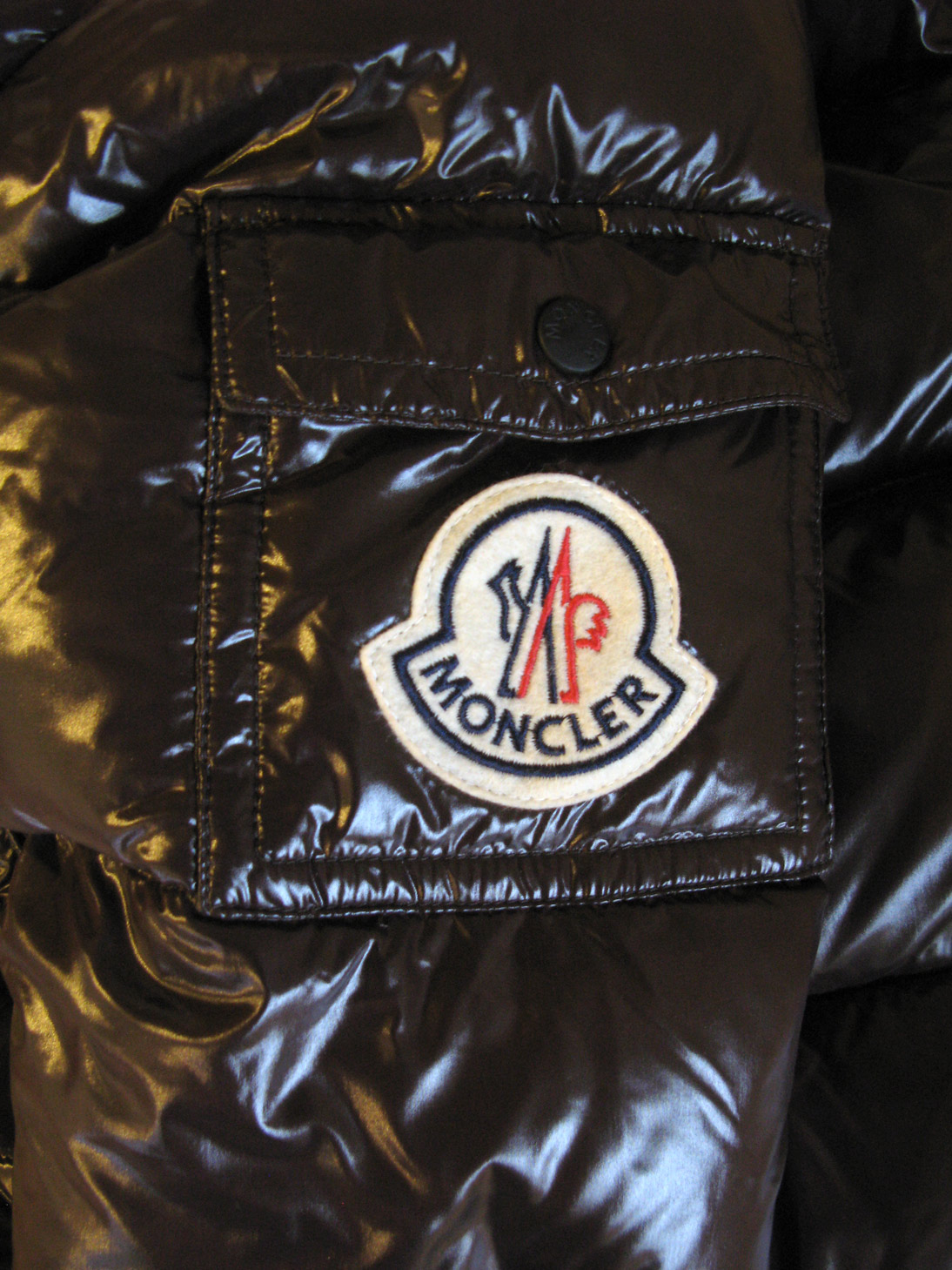
Logo sur une manche.

Le « Groupe Moncler » mais en fait le Groupe italien Industries S.p.A. dont le siège est à Milan, possède également une division « sportswear », composée des marques Marina Yachting fondée en 1972, Henry Cotton’s fondée en 1978, Coast Weber & Ahaus fondée en 1999, et 18CRR81 Cerruti sous licence depuis 1992.
De nos jours, Moncler est à la fois un produit technique de montagne, mais surtout un produit de mode et de luxe avec en complément d'autres produits que des vêtements d'hiver, comme des polos, des pull-overs, des chaussures, ou des sacs. Pourtant, les doudounes représentent toujours, pour 2012, 85 % du chiffre d'affaires.
Plusieurs gammes, temporaires ou permanentes, cohabitent durant un temps au sein des collections dont :
- une gamme principale[N 13] utilisant l'héritage de la marque,
- mais également la ligne Couture Gamme Rouge pour femme[39] par Giambattista Valli, qui est en quelques années un succès commercial pour la marque[13],
- la Gamme Bleu pour homme[40], dirigée par l'américain Thom Browne, qui réinjecte dans ses créations les trois rayures bleu/blanc/rouge utilisées pour les Jeux Olympiques de 1968.
- Moncler Grenoble, proposant des vêtements plus techniques, adaptés à la neige l'hiver et adaptès à la nature et la mer l'été.
- Moncler W collection capsule Moncler x White Mountaineering par Yosuke Aizawa,
- Moncler S ou Moncler Sacaï, pour femme[41],[14], ligne dessinée par Chitose Abe[42] la créatrice de la marque japonaise Sacai, qui innove en créant des jupes dans la même matière que les doudounes,
- Moncler R, gamme de l'année 2012, à la suite de la collaboration avec le styliste britannique Christopher Raeburn[43],[44] habitué des vêtements militaires.
- Moncler M, collection capsule de 2013 par la styliste Mary Katrantzou (en)[45].

La marque défile plusieurs fois par an lors des Fashion Weeks, à Milan pour la Gamme Bleu, à New York pour la gamme Grenoble, et à celle de Paris pour la Gamme Rouge.

### Collaborations
La marque Moncler collabore depuis une vingtaine d'années avec d'autres marques afin de diffuser des produits différents de la gamme habituelle :
- Chantal Thomass qui a travaillé neuf ans pour Moncler.
- Nicolas Ghesquière pour Balenciaga, collaboration ponctuelle en 2004[16].
- Fendi, marque ayant participé à partir de 2006 à la création de sacs à main matelassés[7].
- Comme des Garçons en novembre 2003 et en 2007[46], puis de nouveau les années suivantes pour la gamme Moncler 365.
- Pharrell Williams, à partir de 2009. Il a notamment créé quelques modèles de doudounes pour une collection capsule[47],[48].
- Hiroki Nakamura de la marque Visvim dessine quelques modèles pour la gamme éphémère Moncler V, gamme homme, plutôt de style rétro[49].
- la boutique colette commercialisant des produits souvent en édition limitée, comme la gamme Moncler V, la gamme Moncler Sacaï, ou la Gamme Bleu.
- Mykita, fabricant allemand de lunettes avec qui Moncler diffuse depuis décembre de l'année 2011 deux paires de lunettes solaires mixtes[50] appelées Achille, et Lino[N 14]
- Rimowa, fabricant allemand de bagages, avec qui Moncler signe deux ans de suite une petite valise en aluminium équipée d'accessoires.
- Les architectes français Gilles & Boissier signent avec Moncler la réalisation d'un fauteuil intitulé « Sit on my Doudoune », présenté à Milan durant le premier semestre 2012. Ce duo d'architectes décorent régulièrement les boutiques de la marque.
- Mercedes avec qui Moncler imagine un concept car intitulé Mondo G. Il s'agit une version haut de gamme et futuriste du véhicule Classe G dont la carrosserie est habillée d'une doudoune[51].

## Contrefaçon
Rançon de son succès et de sa reconnaissance comme acteur de l'industrie du luxe, la marque Moncler est aujourd'hui largement contrefaite
. Une multitude de sites marchands reprennent le nom et le logo de la marque sur internet et proposent une partie de la gamme Moncler, souvent en piratant le contenu graphique du site officiel, y compris ses engagements à lutter contre la contrefaçon. La plupart de ces officines sont basées en Chine,. D'autres réseaux existent également, comme sur l'Italie ou la Turquie. Moncler s'est associé à divers mouvements de lutte internationale contre la contrefaçon, et a révisé sa politique commerciale en se mettant à vendre également quelques articles sur le web depuis septembre 2011, alors que pendant des années le site officiel de la marque ne proposait pas de vente en ligne et n'était qu'une vitrine. Aujourd'hui, seuls le bon sens (aucun modèle économique ne repose sur des articles affichant en permanence des décotes de 50 à 80 % par rapport aux prix des boutiques) et une lecture attentive de l'adresse sur internet permettent au consommateur de ne pas se faire piéger.

## Galerie

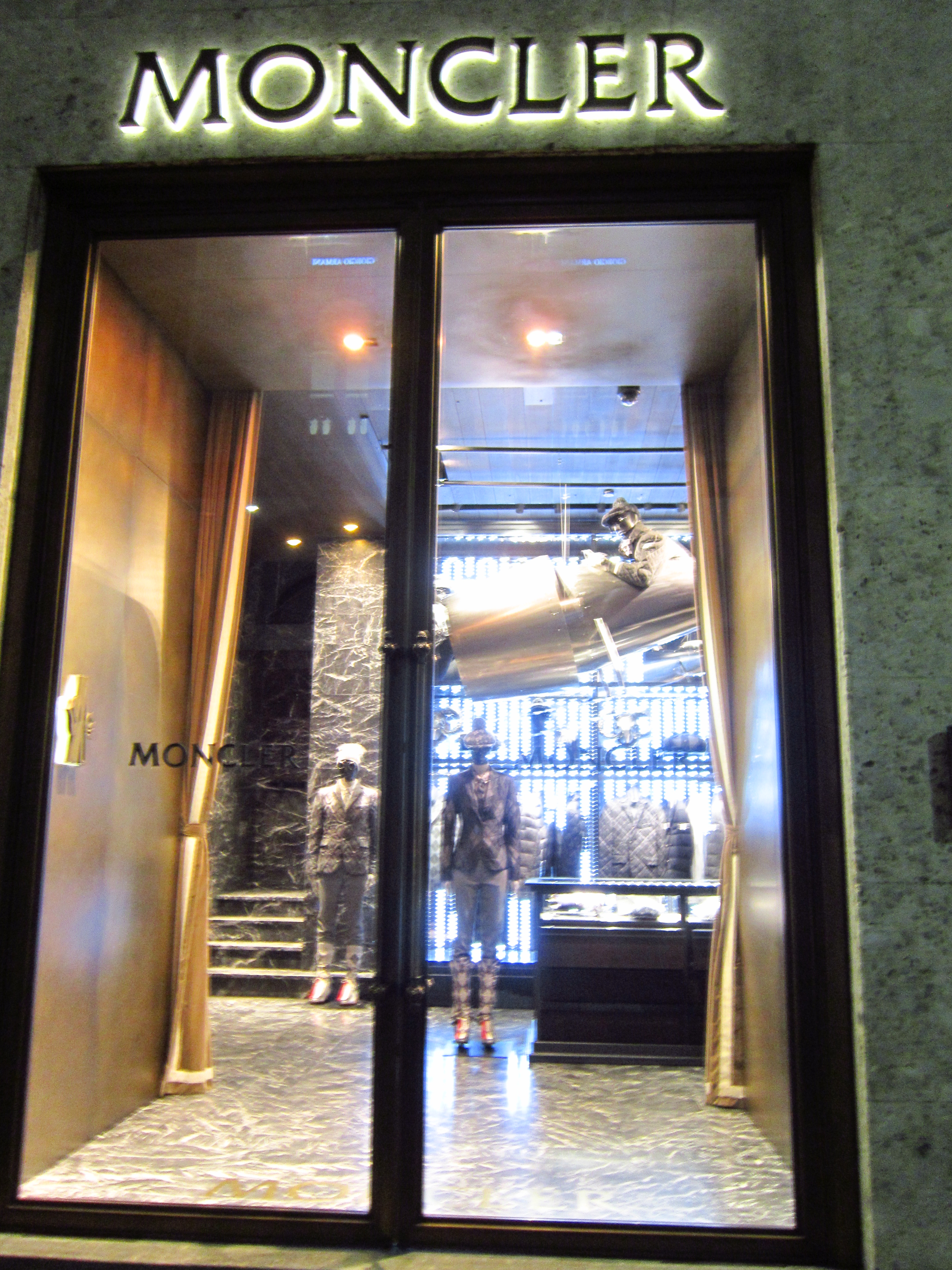
Monte Napoleone, Milan.
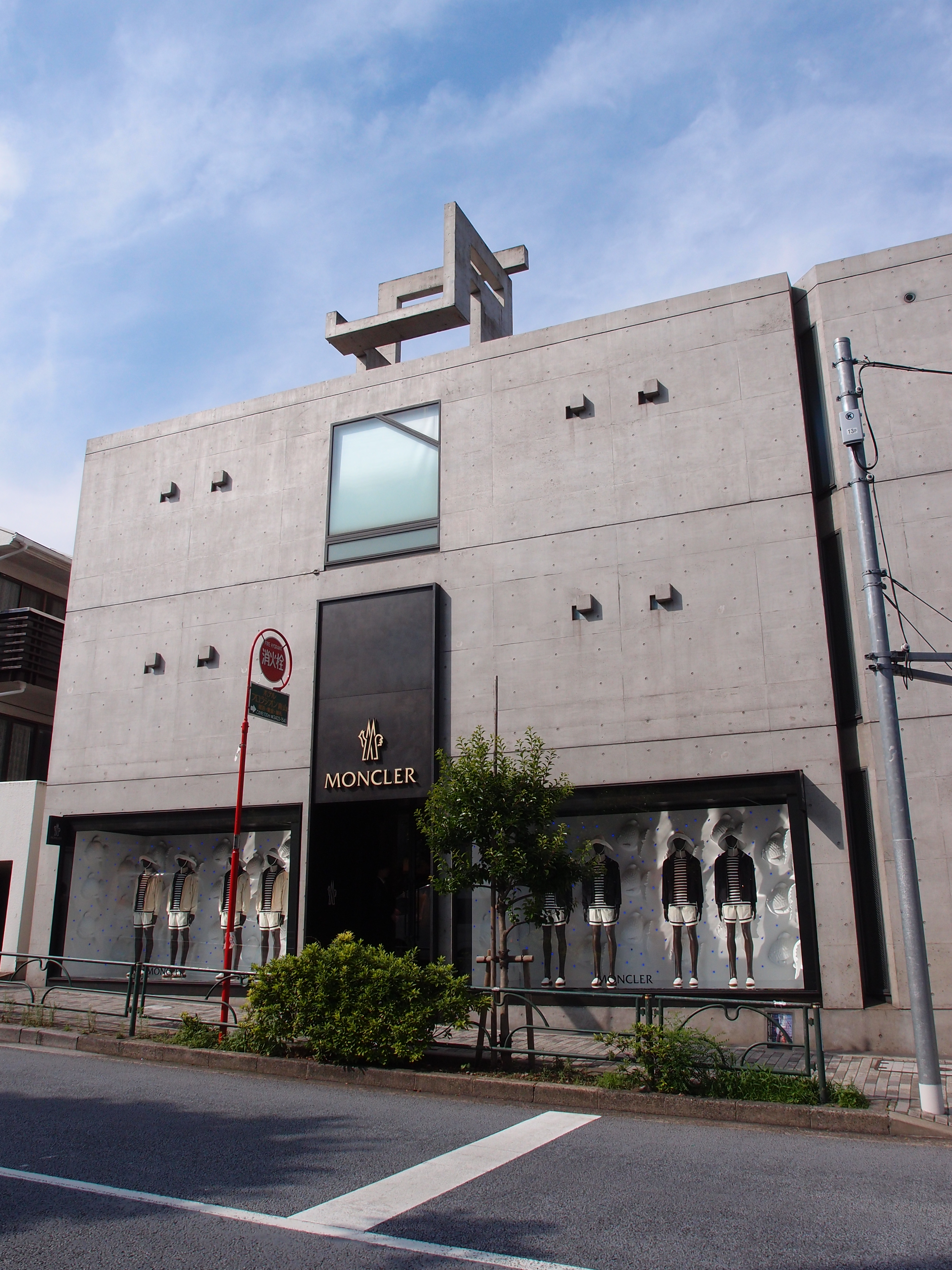
Moncler à Tokyo.
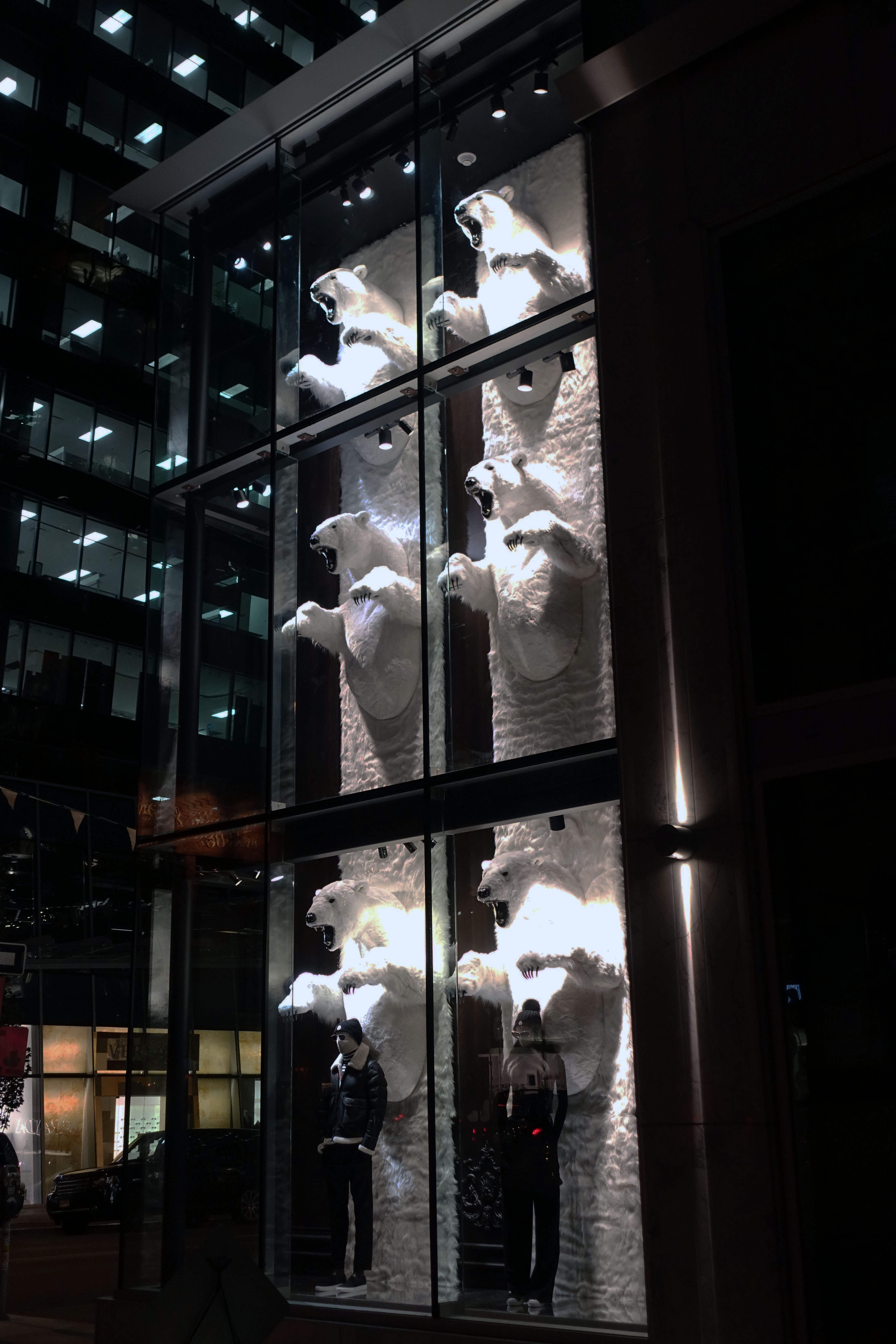
Pique-nique des ours polaires, magasin Moncler, Thurlow Street.